# 윈도우 API
윈도우 API(Windows API, WinAPI)는 마이크로소프트 윈도우 운영 체제들이 사용하는 API이다. C/C++ 프로그램에서 직접 운영 체제와 상호 작용할 수 있도록 만들어졌으며, 그보다 더 낮은 수준의 제어는 Ntdll.dll을 사용한 낮은 수준의 DLL로 가능하다.

## 개요
윈도우 API가 제공하는 기능은 다음과 같이 여덟 가지이다.
기본 서비스이용할 수 있는 중요한 리소스를 윈도우 시스템에서 사용할 수 있게 도와 준다. 파일 시스템, 장치, 프로세스, 스레드, 오류 처리와 같은 것들을 포함한다. 이러한 기능들은 16비트 윈도우의 경우 kernel.exe, krnl286.exe, krnl386.exe 파일에, 32비트 윈도우의 경우 kernel32.dll에 상주한다.
고급 서비스
부가 기능을 커널에 사용할 수 있게 도와 준다. 윈도우 레지스트리, 시스템 종료/다시 시작 (또는 중단), 윈도우 서비스 시작/중지/만들기, 사용자 계정 만들기와 같은 것들을 포함한다. 이러한 기능들은 32비트 윈도우의 advapi32.dll에 상주한다.
그래픽 장치 인터페이스 (GDI)출력되는 그래픽 콘텐츠를 모니터, 프린터, 기타 출력 장치에 전달하는 기능을 제공한다. 16비트 윈도우의 경우 gdi.exe에, 사용자 모드에서의 32비트 윈도우의 경우 gdi32.dll에 상주한다. 커널 모드 GDI 지원은 그래픽 드라이버와 직접 통신하는 win32k.sys가 제공한다.
사용자 인터페이스화면 창뿐 아니라 단추와 스크롤바와 같은 가장 기본적인 컨트롤을 만들어 관리하고, 마우스와 키보드 입력을 받는 기능, 윈도우의 GUI와 연동하는 기능을 제공한다. 이 기능은 16비트 윈도의 경우 user.exe에, 32비트 윈도의 경우 user32.dll에 상주한다. 윈도우 XP 버전 이후로 기본 컨트롤은 공통 컨트롤(공통 컨트롤 라이브러리)과 함께 comctl32.dll에 상주한다.
공통 대화 상자 라이브러리응용 프로그램에 파일 열기 및 저장, 색 및 글꼴 선택 등을 위한 표준 대화 상자를 제공한다. 16비트 윈도의 경우 commdlg.dll에, 32비트 윈도의 경우 comdlg32.dll에 상주한다. 이 라이브러리는 API의 "사용자 인터페이스" 집합에 들어 있다.
공통 컨트롤 라이브러리응용 프로그램이 운영 체제가 제공하는 일부 고급 컨트롤에 접근할 수 있게 도와 준다. 여기에는 상태 표시줄, 진행 표시줄, 도구 모음, 탭을 포함한다. 이 라이브러리는 DLL 파일에 상주하는데, 16비트 윈도의 경우 commctrl.dll에, 32비트 윈도의 경우 comctl32.dll에 상주한다. 이 라이브러리는 API의 "사용자 인터페이스" 집합에 들어 있다.
윈도 셸윈도 API의 구성 요소는 응용 프로그램이 운영 체제 셸이 제공하는 기능에 접근하고 변경하고 강화할 수 있게 도와 준다. 이 구성 요소는 16비트 윈도의 경우 shell.dll에, 32비트 윈도의 경우 shell32.dll에 상주한다. 셸 라이트웨이트(Shell Lightweight) 유틸리티 기능은 shlwapi.dll에 있다. 이 라이브러리는 API의 "사용자 인터페이스" 집합에 들어 있다.
네트워크 서비스다양한 네트워킹 기능을 운영 체제에 제공한다. 넷바이오스, 윈속, NetDDE, RPC 등을 포함한다.

### 웹
인터넷 익스플로러 웹 브라우저 또한 응용 프로그램에 자주 쓰이는 수많은 API를 노출하며 이러한 것들은 윈도 API의 일부로 간주할 수 있다. 인터넷 익스플로러는 윈도우 98 SE 이후의 운영 체제부터 포함되어 왔으며 윈도우 98 이후로 웹 관련 서비스를 제공하고 있다. 구체적으로 다음과 같은 가능을 제공하는 데에 쓰인다:
- 추가할 수 있는 웹 브라우저 컨트롤: shdocvw.dll 및 mshtml.dll에 포함되어 있음.
- URL 모니터 서비스: COM 오브젝트를 응용 프로그램에 제공하는 urlmon.dll가 관할함. 응용 프로그램은 자체 URL 핸들러를 제공할 수 있다.
- 다중 언어 및 국제 텍스트 지원 보조 라이브러리 (mlang.dll).
- DirectX 변형 (이미지 필터 구성 요소 집합).
- XML 지원 (MSXML 구성 요소, msxml*.dll가 관할).
- 윈도 주소록에 접속.

## Hello world 프로그램
```
#include
 
<Windows.h>

#include
 
<tchar.h>

int
 
APIENTRY
 
_tWinMain
(
HINSTANCE
 
hInstance
,
 
HINSTANCE
 
hPrevInstance
,
 
LPTSTR
 
lpCmdLine
,
 
int
 
nCmdShow
)

{

    
MessageBox
(
NULL
,
 
TEXT
(
"Hello, world"
),
 
TEXT
(
"App"
),
 
MB_OK
);

    
return
 
0
;

}

```

### 멀티미디어
마이크로소프트는 윈도우 95 OSR2 이후로 DirectX 집합의 API를 모든 윈도 설치본의 일부로 제공하고 있다. DirectX는 멀티미디어와 게임 서비스를 제공한다:
- Direct3D: 3차원 하드웨어 그래픽 가속.
- DirectDraw: 2차원 프레임버퍼 하드웨어 가속. DirectX 8에서 이 구성 요소는 Direct3D의 선호로 배제되었다.
- DirectSound: 낮은 수준의 사운드 카드 가속.
- DirectInput: 조이스틱과 게임패드와 같은 입력 장치와 통신.
- DirectPlay: 멀티플레이어 게임 인프라 역할.
- DirectShow: 일반적인 멀티미디어 파이프라인을 만들고 실행.
- DirectMusic: MIDI 파일을 재생하는 데 이용하였으나 지금은 배제됨.

## 버전
모든 윈도 운영 체제들은 버전마다 새로운 API 함수를 추가했으나 이들을 가리키는 이름은 구조가 크게 변화할 때만 바뀌었다. 나중에 마이크로소프트는 이전 버전과 현재 버전, 그리고 나중에 발표될 버전의 API를 통틀어서 ‘윈도 API’라는 이름으로 부르기 시작했다.
- Win16은 16비트 버전의 마이크로소프트 윈도우에서 사용했다. 대부분의 Win16 API는 kernel.exe(또는 krnl286.exe나 krnl386.exe), user.exe, gdi.exe에 구현되어 있으며, 확장자가 .exe이지만 실제로 이들은 동적 링크 라이브러리이다.
- Win32는 32비트 버전의 마이크로소프트 윈도우에서 사용하며, 현재 널리 쓰이고 있는 버전이다. Win32 API의 핵심 DLL은 kernel32.dll, user32.dll, gdi32.dll이다.
- Win32s(Win32 subset)는 윈도우 3.1x 버전에서 Win32 API를 일부 구현한 확장이다.
- 64비트 윈도를 위한 Win32(Win32 for 64-bit Windows, 이전에는 Win64)는 64비트 버전(IA-64와 AMD64 둘 다)의 마이크로소프트 윈도우에서 사용한다. 실제로는 하드웨어 가상 계층 때문에 Win32와 큰 차이가 없으며, 32비트용 실행 파일을 64비트 윈도우에서도 수정 없이 돌릴 수 있다. (WOW64)

## 다른 구현물
마이크로소프트의 윈도 API 구현물은 저작권으로 보호 받지만, 일반적으로 이 구현물을 모방하여 독자적인 구현물을 만들면 법적인 문제를 피할 수 있다고 알려져 있다. 대표적으로 와인(Wine) 프로젝트는 유닉스 계열 운영 체제에서 Win32의 호환성 계층을 구현하고 있으며, 더 나아가 ReactOS는 와인의 많은 부분을 함께 쓰면서 완전한 윈도 운영 체제를 모방하고 있다.

## 같이 보기
- 닷넷 프레임워크
- 오브젝트 윈도 라이브러리
- MFC